# Costa Rica aux Jeux olympiques d'hiver de 1980
Le Costa Rica participe aux Jeux olympiques d'hiver de 1980 à Lake Placid aux États-Unis du 13 au 24 février 1980. Il s'agit de la première participation du pays aux Jeux d'hiver.
Le Costa Rica fait partie des dix-huit pays qui ne remportent pas de médaille au cours de ces Jeux olympiques. L'unique sportif engagé est le skieur alpin Arturo Kinch. Il termine à la 41e place de la descente, seule épreuve qu'il parvient à terminer dès trois dans lesquelles il est engagé.

## Ski alpin
| Athlète      | Épreuve      | Manche 1 | Manche 1 | Manche 2 | Manche 2 | Total         | Total |
| Athlète      | Épreuve      | Temps    | Rang     | Temps    | Rang     | Temps         | Rang  |
| ------------ | ------------ | -------- | -------- | -------- | -------- | ------------- | ----- |
| Arturo Kinch | Descente     | NC       | NC       | NC       | NC       | 2 min 12 s 24 | 41e   |
| Arturo Kinch | Slalom       | DNF      | -        | -        | -        | DNF           | -     |
| Arturo Kinch | Slalom géant | DNF      | -        | -        | -        | DNF           | -     |